# 氷河急行
氷河急行（ひょうがきゅうこう、または氷河特急 あるいはグレッシャー・エクスプレス, Glacier Express）は、スイスを代表する山岳リゾートを結ぶ山岳鉄道である。マッターホルン・ゴッタルド鉄道（MGB）とレーティッシュ鉄道（RhB）というスイスの私鉄2社が、ツェルマット駅とサン・モリッツ駅の間で1930年から運行している。
オリエント・エクスプレスにならい氷河急行と訳されることもあるが、スイスでは特別列車／車両という意味合いで「エクスプレス」という商品名を使用しているため、日本でこの商品が紹介される時に、現地の鉄道会社が＜氷河特急＞という日本語名でロゴを作成したことを受け、スイス政府観光局や主な旅行会社では＜氷河特急＞と表記している。

## 概要
氷河急行（氷河特急、グレッシャー・エクスプレス）は、ヴァレー州ツェルマットと、グラウビュンデン州、エンガディン地方のサン・モリッツという、スイスを代表する山岳リゾートを結ぶ291キロメートルの区間を約8時間かけて 結ぶ特別列車である。最高地点2033ｍのオーバーアルプ峠を越え、7つの谷、291の橋、91のトンネルを抜けて走る。平均時速は約34 kmになるため、「世界一遅い急行（特急）」とも呼ばれる。
ツェルマットからディセンティスまでを結ぶマッターホルン・ゴッタルド鉄道と、ディセンティスとサン・モリッツを結ぶレーティッシュ鉄道の通常便を乗換えながら同じルートを通ることは可能だが、氷河急行（氷河特急、グレッシャー・エクスプレス）の場合は乗換えなしで移動することができる。
元々はフルカ峠付近で「ローヌ氷河」が見えたことからこの名がついたが、1982年に通年運行確保のためフルカ峠をフルカベーストンネル（新フルカトンネル）で越えるようになったため、現在ではローヌ氷河を車窓から望むことは出来ない。なお、旧ルートについては景観を惜しむ声が多かったことから、2000年から夏季に限りフルカ山岳蒸気鉄道（DFB）として復活運行が行われている。復活当初はレアルプ駅から旧フルカトンネルを抜けてローヌ氷河に近いグレッチュ駅（Gletsch）まで達した。第2期のオーバーヴァルト駅までの旧線全区間の復活は大幅に予定が遅れたが、2010年8月12日に全通し、再び車窓からローヌ氷河が、大幅に後退した姿とはいえ眺められるようになっている。
なお、フルカ峠越えのなくなった現在、全線で最も険しい峠越えはアンデルマットからオーバーアルプ峠に至る九十九折のラックレール区間であると言える。アンデルマットの町を遥か眼下に見下ろす光景は、「スイス・グランドキャニオン」と称されるライン峡谷やランドヴァッサー橋などと並び、沿線のハイライトの一つとなっている。
2006年から全ての車両は新型車両「プレミアム」に置き換えられた。空調完備で旧型車両よりも大きな窓のパノラマカーとなった上、テーブル付きの広めの座席、日本語を含む6か国語で沿線案内の説明が聞けるヘッドフォンなどが装備されている。その代わりに食堂車が廃止され、予約した乗客には厨房車から各座席にコース料理を運ぶサービスが開始された。食堂車の人気が高く、予約が取りにくくなっていたための措置である。
座席は一等（夏季料金311スイスフラン）と二等（同195スイスフラン）の他に、2019年3月に追加された「エクセレンスクラス」（同688スイスフラン）があり、コンシェルジェが配置されている。全席予約制となっており、通常の切符またはスイスパスなどスイストラベルシステムのパスとは別に座席予約（有料）が必要になる。また、各座席でのランチも別途予約（有料）が必要になる。ランチの予約がなくても、車内販売により、軽食や飲み物は購入できる。かつて連結されていた食堂車で使用されていた傾いたワイングラスや絵葉書など、グレッシャー・エクスプレス関連グッズも車内販売で購入可能。
1日当たりの本数は5月11日～10月13日（夏季）が区間運行を含めて1日4往復、12月15日～翌年5月8日（冬季）が1往復。例年10月末から12月上旬まではメンテナンスのため、運休となる。また、2014年よりダヴォス発着便はなくなり、クール＝ダヴォス間を結ぶ直行バスが接続便で運行する予定。

## 主な停車駅
ツェルマット駅 - ブリーク駅 - （オーバーヴァルト駅） － アンデルマット駅 - ディセンティス駅 - クール駅 - （フィリズール駅） - サンモリッツ駅
- （ ）で囲んだ駅は5月中旬から10月末までの夏ダイヤでは通過する列車もある。ディセンティス駅は会社境界であり機関車交換のため全列車停車するが、運転停車扱いになる列車もある。
- ツェルマット→サン・モリッツ方向のグレッシャー・エクスプレスでは、ブリーク～オーバーヴァルト間で乗車のみ、クール～サン・モリッツ間で降車のみ可能な駅がある。反対にサン・モリッツ→ツェルマット方向の場合は、サン・モリッツ～クール間は乗車のみ、オーバーヴァルト～ブリーク間は降車のみ可能な駅がある。従って、ツェルマット駅 - ブリーク駅間のような短区間利用は現在はできなくなっている。

## 事故

### 概要
2010年7月23日11時50分（現地時間）にマッターホルン・ゴッタルド鉄道区間内のヴァリス州フィーシュ付近（ラクス駅 - フィーシュ・フェーリエンドルフ駅間）で氷河急行列車の一部車両が脱線し、転覆する事故が発生した。この事故で乗客の日本人団体観光客の1人が死亡し、他の乗客の多数が負傷した。また、負傷者の大半は日本人の団体観光客であった。

### 事故原因の調査 調査
事故原因について、マッターホルン・ゴッタルド広報部長のヘルムート・ビナーは事件発生当日、スイスドイツ語放送のニュース番組で「今回の事故については人的、技術面双方での原因が考えられるが、現時点では技術面に因るものではないかと考えている」と述べた。また、2010年7月24日付『Der Sonntag』紙は事故発生前の12か月以内に、雪崩による事故（軽傷2名）、トンネル内での車両事故により乗客50名が缶詰になった等2件の事故が発生していたことを報じたが、マッターホルン・ゴッタルド鉄道のヴィリー・アブロン役員は鉄道運行の安全危機管理には問題ないとし、この時点で「定時運行は保たれていた」と述べている。2010年7月26日にヴァリス州ブリークでスイス警察当局と専門調査委員などが行った記者会見では、「列車運転士が『レール変形を視認していたが、どうすることもできなかった』旨の証言を行ったこと」を明らかにしたが、この証言については確実な検証には至っていないとしている。7月30日になってスイス政府当局は速度超過によって脱線したとする暫定調査結果を発表、詳細な調査を続けた後に最終結果を確定する予定を発表した。2010年11月7日付『Blick』紙日曜版では、当時34歳の運転士による過失であったと報じた。コベルト事故調査委員長は、「事故現場の200mほど前で運転速度を時速35kmから56kmへ加速したことが明らかになった」と今までの憶測を事実上否定した。マッターホルン・ゴッタルド鉄道のモーザー社長はコベルト委員長からの報告にコメントせず、また事故を起こした運転士当人が起訴された場合でも「運転士以外の役職」として継続雇用するとしている。運転士は上司に対して「定時運行に対する強迫観念からではなく、事故の直前にブラックアウト状態になった」と述べている。2010年内には正式な事故調査報告書が提出される見込みで、リッツ事故調査裁判官は運転士に対する過失についての公判への手続きを進めている。

### 最終調査報告書・裁判
2011年1月20日になってようやくマッターホルン・ゴッタルド鉄道は事故の最終調査報告書を発表した。（ドイツ語）(Archive)

事故調査委員会によれば、事故の原因は制限時速35km/hの区間を56km/hで走行した運転手の過失に他ならないとしており、委員会からは安全管理システムの敷設・徹底化と運行記録のデジタル化についての指導を受けている。

但し、経営陣の進退問題や運転手に関しての処遇対応などは2011年1月31日の段階で明らかにされておらず、また事故発生直後も原因が明確化されないままに通常運行がなされ以前と同様の動員集客・広報を行ないツアー等を継続していた同社の対応については幹線鉄道ではなく観光鉄道であるという面から考慮しても、一抹の不安と多くの疑問を抱かざるを得ない。
2011年3月、ヴァリス州の裁判所は運転士の過失を認定、執行猶予の付いた罰金刑の判決を出した。

## 日本との関わり
年間利用者約27万人のうち約8万人を日本人が占め、「日本人が乗らない日はない」と言われる。グレッシャー・バーと呼ばれる乗客向けの酒には日本酒も用意されている。レーティッシュ鉄道と姉妹提携している小田急箱根は、同社の鉄道線（箱根登山電車）を運行する2000形「サン・モリッツ号」の一部車両に氷河急行塗装を施している。